# Bernhard Weiß
Bernhard Weiß (født 20. juni 1827 i Königsberg, død 14. januar 1918) var en tysk protestantisk teolog, far til Johannes Weiß.
Han blev teologisk professor i sin fødeby 30 år gammel. 1863 forflyttedes han til Kiel og 1877 atter derfra til Berlin.
Weiß var en af sin tids betydeligste nytestamentlige eksegeter, konservativ i sit grundsyn på det Nye Testamente, grundig og utrættelig i sit arbejde.
En række af Meyers Kommentarer til det ny Testamente har han besørget ny, stærkt omarbejdede udgaver af, og han har desforuden skrevet et stort antal skrifter.
Af disse må særlig fremhæves Lehrbuch der biblischen Theologie des N. T.'s (7. udgave 1903) og Lehrbuch der Einleitung in das N. T. (3. udgave 1897).